# Cow Head
Cow Head est une municipalité (Town) de Terre-Neuve-et-Labrador située à l'ouest de Terre-Neuve, au sud de la péninsule Northern. Elle est enclavée avec la communauté voisine de St. Pauls (Terre-Neuve-et-Labrador) dans le parc national du Gros-Morne.
Le Dr. Henry N. Payne Community Museum, un édifice vernaculaire construit en 1941, est inscrit comme lieu patrimonial du Canada